# Gigafactory (Plzeň-Líně)
Gigafactory Plzeň-Líně je označení pro plán na výstavbu první gigafactory na výrobu automobilových baterií pro elektromobily v České republice, jež mohla být  součástí budoucího strategického podnikatelského parku na místě současného letiště Plzeň-Líně. Investorem tohoto projektu se měl stát koncern Volkswagen. Jedná se o projekt, který by mohl výrazně pomoci českému automobilovému průmyslu. Ten sice tvoří desetinu českého hrubého domácího produktu a čtvrtinu českého exportu a z toho důvodu projekt podporovala česká vláda. ale v říjnu 2023 firma Volkswagen oznámila, že koncern nebude v současnosti rozhodovat o možných dalších lokalitách pro výstavbu gigafactory na baterie v Evropě.

## Údajné ekonomické benefity případné realizace záměru
Společnost Deloitte tvrdila v analýze Rozvoj výroby baterií v Česku, že HDP české ekonomiky by gigafactory mohla zvýšit o 185,9 miliardy korun, což by představovalo 3,6 % HDP v roce 2020. Provoz gigafactory měl celkem zvýšit český HDP o 172,1 miliardy, výstavba pak o 13,7 miliardy.
Kromě České republiky zvažoval Volkswagen pro výstavbu další lokalitu v Polsku, na Slovensku či v Maďarsku. Stavět údajně firma chtěla začít koncem roku 2024 a vyrábět články do baterií pak od roku 2027 či 2028 se sedmiletým náběhem na plnou výrobu.
Podle Ministerstva průmyslu a obchodu měly předpokládané celkové náklady na realizaci podle současných odhadů staveb a cen činit 9 miliard korun. Tento odhad zahrnoval výstavbu nového dálničního sjezdu, navazující komunikace, renovace vlečky či připojení energií a nezbytné sociální infrastruktury. Náklady na přípravu zóny se údajně u projektu měly vrátit prostřednictvím daní a odvodů za zaměstnance do státního rozpočtu během 2 až 3 let. Náklady na samotné bourání, případnou sanaci území a vznik tzv. stavební pláně byly odhadovány cca na 3,8 miliardy korun. K tomuto kroku mělo dojít až po souhlasném stanovisku strategického investora. Podle agentury CzechInvest byly do přípravy strategického podnikatelského parku investovány nižší desítky milionů korun, které v důsledku neúspěšného vyjednávání s investorem přijdou vniveč.

## Obecně o gigafactory
Gigafactory je termín, který označuje velkou továrnu specializovanou na výrobu bateriových článků pro elektromobily. Tyto továrny jsou navrženy tak, aby byly schopny vyprodukovat velké množství baterií, což je klíčové pro přechod energetiky od fosilních paliv, zvýšení dostupnosti elektromobilů a snížení nákladů na ně. Jedná se o továrny s moderním ekologickým provozem, které přináší dané zemi přímé zahraniční investice. Zároveň danou lokalitu podporují díky dodavatelským řetězcům a dalším navazujícím odvětvím, vytváří nová pracovní místa a zvyšují konkurenceschopnost dané země.

## Lokalita Gigafactory a dopady na okolí
Plánovaná gigafactory se nachází v okolí obcí Nová Ves, Vodní Újezd, Červený Újezd, Dobřany, Líně, Lhota a Zbůch. Podle připravovaných zásad územního rozvoje by se měla rozprostírat na 200 hektarech průmyslové plochy, s dalšími 80 hektary věnovanými obslužným zařízením, jako jsou železniční spoje, trafostanice a čistírna odpadních vod. Projekt řídí agentura CzechInvest a Ministerstvo průmyslu a obchodu. Kromě gigafactory na výrobu bateriových článků, má park obsahovat několik dalších navazujících provozů, celkem by zde mělo pracovat až 5000 lidí.
Město Plzeň s výstavbou gigafactory nesouhlasí. Výstavba na letišti v Líních by měla na město dopady, které radnice západočeské metropole vyčíslila na dvanáct miliard korun.

## Průběh vyjednávání s obcemi
Plzeňský kraj v únoru 2023 schválil kvůli gigafactory aktualizaci zásad územního rozvoje. Maximální plocha zóny pro průmysl bude 280 hektarů, místo původně plánovaných 700 hektarů. Zmenšení požadovaly také okolní obce, které rozhodnutí přivítaly.
Ministr průmyslu a obchodu Jozef Síkela (za STAN) v květnu 2023 nabídl starostům z okolí letiště v Líních založení společného podniku, který by ovlivňoval budoucí rozvoj strategického podnikatelského parku, který chce vybudovat český stát. O tom, co vznikne na zbývající ploše areálu kolem gigafactory, by rozhodovaly právě okolní obce společně se státem. Společný podnik by také ovlivňoval provoz parku. Obce podle ministra tento model vítají. Podle Síkely bude finální dohoda mezi ČR a Volkswagenem uzavřena do prosince 2023.
Podle zástupců obcí na Plzeňsku negativní dopady nadále projektu převažují. Podle firmy ŠKODA Auto jsou Líně jediná lokalita, kde lze technicky splnit požadavky investora a firmy Volkswagen a struktura bude připravena tak, že život v obcích bude narušen minimálně.
Proti projektu se staví například i piloti, kteří využívají letiště v Líních. Zorganizovali několik protestních akcí. Vznikla též petice, jíž podepsalo více než 10 tisíc lidí.

## Dostupné informace o dopadech gigafactory
Podle webu Ministerstva průmyslu a obchodu a agentury CzechInvest k projektu www.parkline.cz  od okolních obcí oddělí podnikatelský park nový zelený pás, který počítá s vysázením nových stromů, ponecháním stávajících, vybudováním cyklostezek a úpravou prostoru jako rekreačního parku. Novou zeleň doplní klidová území s vodními plochami pro podporu biodiverzity. Součástí parku bude nová hasičská výjezdová stanice, diskutuje se o policejní stanici a stanovišti zdravotní záchranné služby a přibude také občanská vybavenost jako lékařská ordinace či stravovací zařízení. Projekt počítá také s novou železniční zastávkou a zastávkou MHD a v neposlední řadě s novou čerpací a dobíjecí stanicí.
Park počítá s novou čističkou odpadních vod i novými elektrickými rozvodnami, jejichž výhody budou moci využít také obyvatelé okolních obcí. Součástí projektu budou také nová parkoviště.
Stavba v Líních by podle státu měla mít pozitivní dopad na stav dopravní infrastruktury v lokalitě. Silnice II/180 má po svém přeložení do nové trasy výrazně ulehčit dopravě v obcích Dobřany, Vodní Újezd a Chotěšov. Stávající trasa je vedena intravilánem skrze obytné oblasti obcí. V rámci přeložky dojde k vybudování obchvatů všech zmíněných obcí ve východo-západním směru. Odvedení primární části generované dopravy ze záměru by měl zajistit nový přivaděč přímo z dálnice D5. Stavba také urychlí přípravu nové trasy silnice I/26, která je pro řadu obcí stěžejní. Propojení železnice až na německé hranice bude přínosem i pro osobní dopravu a odlehčí od nákladní dopravy na silnicích. Podle zástupců Škoda Auto by veškerá doprava bateriových článků z továrny ven byla nákladními vlaky, osmi až deseti denně. Vše, co půjde, se bude vozit po elektrifikované železnici, a jen tam, kde to nebude možné, bude kamionová doprava.
V areálu v Líních se nachází letiště, které patří Ministerstvu obrany a dlouhodobě jej využívá především vojenská letecká záchranná služba, soukromé letecké školy a aeroclub. Odbaví také tisíce soukromých letů ročně. Stát přislíbil, že v případě demolice letiště kvůli gigafactory vybuduje pro tyto účely jiné letiště co nejblíže původní lokalitě. Podle posledních informací by se stěhování týkalo i letecké záchranky, která původně měla v areálu zůstat. Stát prověřuje několik vytipovaných míst pro výstavbu náhradního letiště se dvěma favorizovanými lokalitami. Těmi jsou Chotěšov a Dobřany.